# Maria Magdalenaconvent

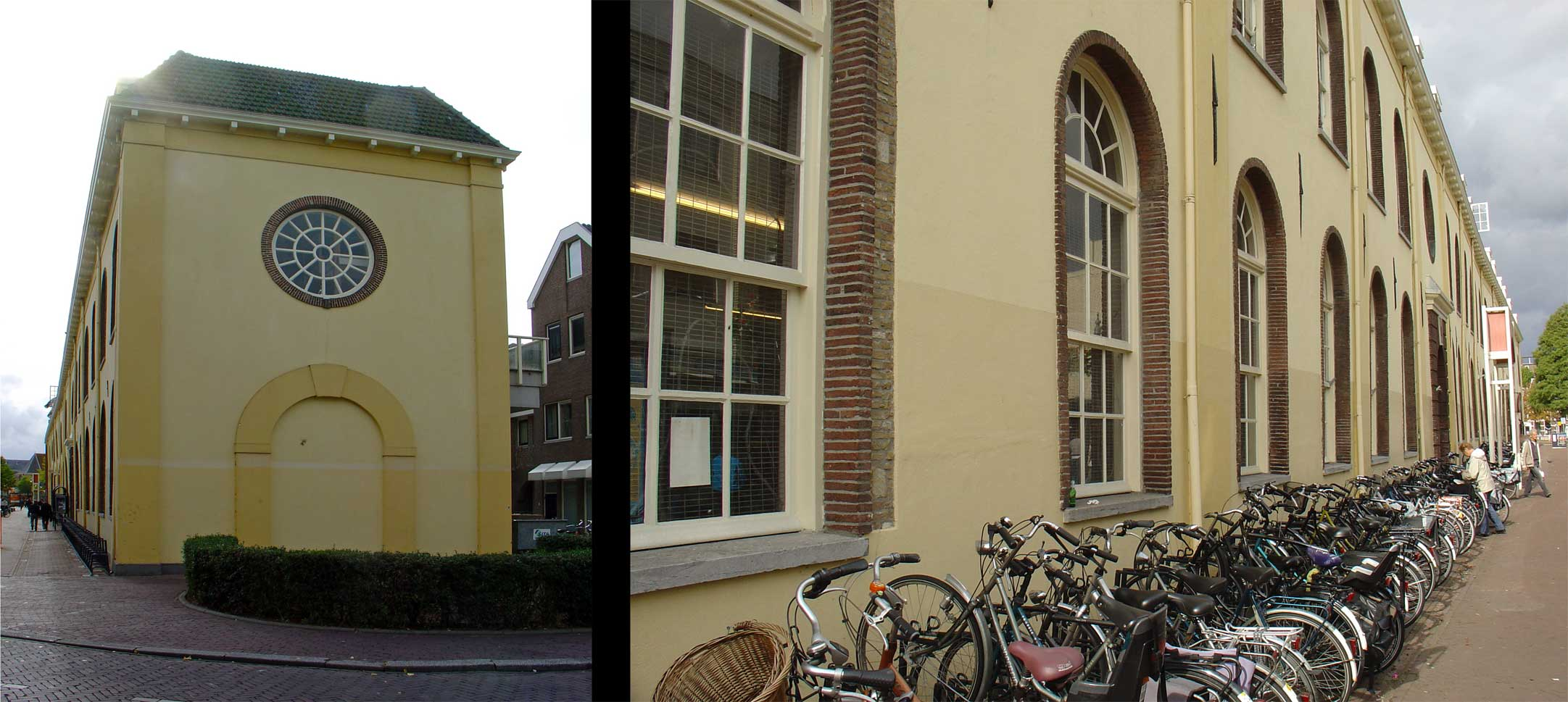
Het Maria Magdalena complex, voormalig pesthuis en kazerne te Gouda

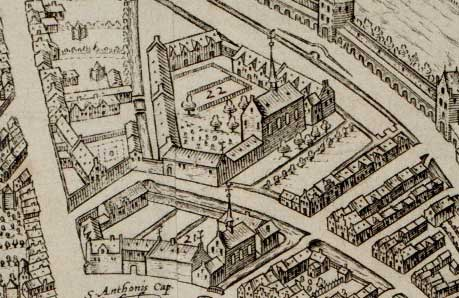
Het Agnietenconvent (nr. 21) en het Magdalenaconvent (nr. 22) in 1585 (fragment stadskaart 1585

Het Maria Magdalenaconvent is een voormalig vrouwenklooster gelegen aan de Nieuwe Markt, ten noorden van het Agnietenconvent in de Nederlandse stad Gouda. Het gebouw heeft, nadat het als klooster buiten gebruik is geraakt, veel verschillende functies gehad.

## Klooster
Het Maria Magdalenaconvent werd opgericht in het midden van de 15e eeuw. Het vrouwenklooster voor bekeerde prostituees was gewijd aan Maria Magdalena. In 1457 kregen de zusters van het Maria Magdelanconvent diverse privliges van het stadsbestuur van Gouda, onder andere vrijdom van accijns en het recht om werkzaamheden te mogen verrichten voor derden.

## Pesthuis
Na de hervorming verloor het gebouw zijn functie als kloostercomplex. De kapel werd afgebroken en op de plaats van het hoofdgebouw werd rond 1613 een pesthuis gebouwd. De kosten hiervan bedroegen ƒ 16.000. Diverse onderdelen van de kapel werden gebruikt om het middenschip van de Sint-Janskerk te verhogen tot het niveau van het koor.
Toen het complex in gebruik was als pesthuis werden de overleden pestlijders begraven naast het pesthuis. Later werden er ook andere overledenen uit de stad begraven. Die praktijk werd voortgezet toen het gebouw inmiddels kazerne was geworden. Dat leidde tot een groot aantal klachten bij de toenmalige minister van Oorlog. De stedelijke overheid greep echter pas in ten tijde van de cholera-epidemie in 1832. Vanaf die tijd was het verboden om nog lijken te begraven op het pesterf en kon het terrein bij de kazerne gevoegd worden.

## Kazerne
Eind 18e eeuw was er sprake van dat het pesthuis omgevormd zou worden tot een militair hospitaal. Die plannen zijn niet doorgegaan. Nadat het gebouw in 1799 vrijkwam werd het bestemd voor het garnizoen van Gouda als kazerne. In 1841 werd het bestaande gebouw uitgebreid. Het voormalige pesterf werd ingericht als exercitieterrein. 

## Veemarkt
Toen de kazerne in 1922 werd gesloten kwam op de plaats van dit terrein een veemarkt met hallen. In het gebouw werd het veemarktrestaurant ondergebracht.

## Bioscoop
Na het verdwijnen van de wekelijks veemarkt uit de binnenstad van Gouda werd de Nieuwe Markt in 1987 heringericht en kwam er op deze plaats een nieuw winkelcentrum. Het veemarktrestaurant werd verbouwd ten behoeve van wooneenheden, winkels en de Arcade Bioscoop. Sporen van de vroegere functies als klooster, pesthuis en kazerne zijn nog steeds in het gebouw terug te vinden.

## Cheese Experience
Nadat Arcade Bioscoop onder de naam Cinema Gouda een nieuwe bioscoop bij het station had laten bouwen, kwam het complex in 2014 op enkele winkels na leeg te staan. In 2019 is het pand verbouwd tot "Cheese Experience", een toeristische attractie waarmee het verhaal achter de Goudse kaas wordt verteld.